# Pedicularis salicifolia
Pedicularis salicifolia är en snyltrotsväxtart som beskrevs av Bonati. Pedicularis salicifolia ingår i släktet spiror, och familjen snyltrotsväxter. Inga underarter finns listade i Catalogue of Life.